# Torneo de Ningbo 2024
El Ningbo Open 2024 fue un torneo de tenis profesional que se jugó en canchas duras. Fue la 7ª edición del torneo, perteneció a la WTA Tour 2024 en la categoría WTA 500 (ascendió de categoría era WTA 250 en años anteriores). Se llevó a cabo en Ningbo, China, el 14 a 20 de octubre de 2024.

## Distribución de puntos
| Modalidad           | Campeona | Finalista | Semifinales | Cuartos de final | 2ª ronda | 1ª ronda | Clasificadas | 2ª ronda de clasificación | 1ª ronda de clasificación |
| Individual femenino | 500      | 325       | 195         | 108              | 60       | 1        | 25           | 13                        | 1                         |
| Dobles femenino     | 500      | 325       | 195         | 108              | -        | 1        | -            | -                         | -                         |

## Cabeza de serie

### Individual femenino
| Tenista             | Ranking | Preclasificada |
| Jasmine Paolini     | 6       | 1              |
| Zheng Qinwen        | 7       | 2              |
| Emma Navarro        | 8       | 3              |
| Barbora Krejčíková  | 10      | 4              |
| Daria Kasatkina     | 11      | 5              |
| Beatriz Haddad Maia | 12      | 6              |
| Anna Kalinskaya     | 13      | 7              |
| Paula Badosa        | 15      | 8              |

- Ranking del 7 de octubre de 2024.

### Dobles femenino
| Tenista                           | Ranking | Preclasificada |
| Nicole Melichar Ellen Perez       | 21      | 1              |
| Chan Hao-ching Barbora Krejčiková | 45      | 2              |
| Anna Danilina Irina Khromacheva   | 58      | 3              |
| Giuliana Olmos Alexandra Panova   | 67      | 4              |

## Campeonas

### Individual Femenino
Daria Kasatkina venció a  Mirra Andreeva por 6-0, 4-6, 6-4

### Dobles Femenino
Demi Schuurs /  Yuan Yue vencieron a  Nicole Melichar /  Ellen Perez por 6-3, 6-3